# Padiglione Rossi

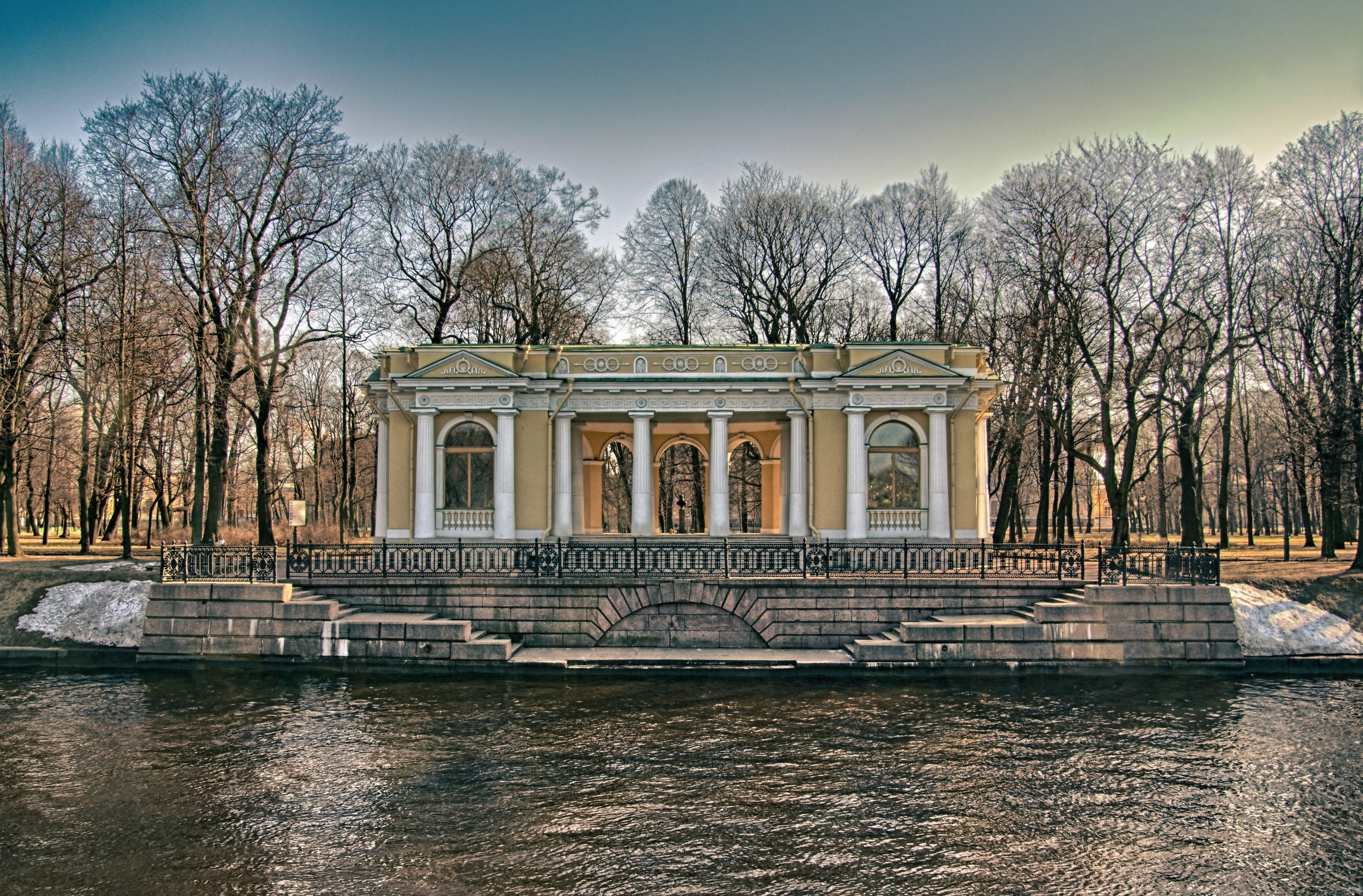
Vista del Padiglione Rossi dal fiume Mojka

Il Padiglione Rossi (in russo Павильон Росси?, Pavil'on Rossi) è un padiglione sulla riva del fiume Mojka nel Giardino Michajlovskij di San Pietroburgo. Fu progettato dall'architetto Carlo Rossi all'inizio degli anni venti del XIX secolo e costruito nel 1825 durante la ristrutturazione del giardino.
Il padiglione è stato precedentemente occupato da uno dei primi palazzi imperiali della città, il Palazzo d'Oro della moglie di Pietro il Grande, l'imperatrice Caterina. Il palazzo fu demolito per ordine di Caterina la Grande nel 1768 e fu ricostruito solo all'inizio degli anni venti del XIX secolo come parte della realizzazione del Palazzo Michajlovskij. Nel nuovo progetto, i giardini tra il palazzo e il fiume Mojka furono disegnati secondo lo stile di un giardino all'inglese. Il padiglione, progettato da Carlo Rossi in stile neoclassico, fu costruito per offrire un'area di svago e di ristoro affacciata sul fiume, con un molo per l'attracco delle barche. Il padiglione è sopravvissuto al periodo sovietico e ha fatto parte del grande restauro del giardino nei primi anni 2000. Durante i lavori, nel padiglione è stato collocato un busto di Carlo Rossi.

## Luogo e progettazione

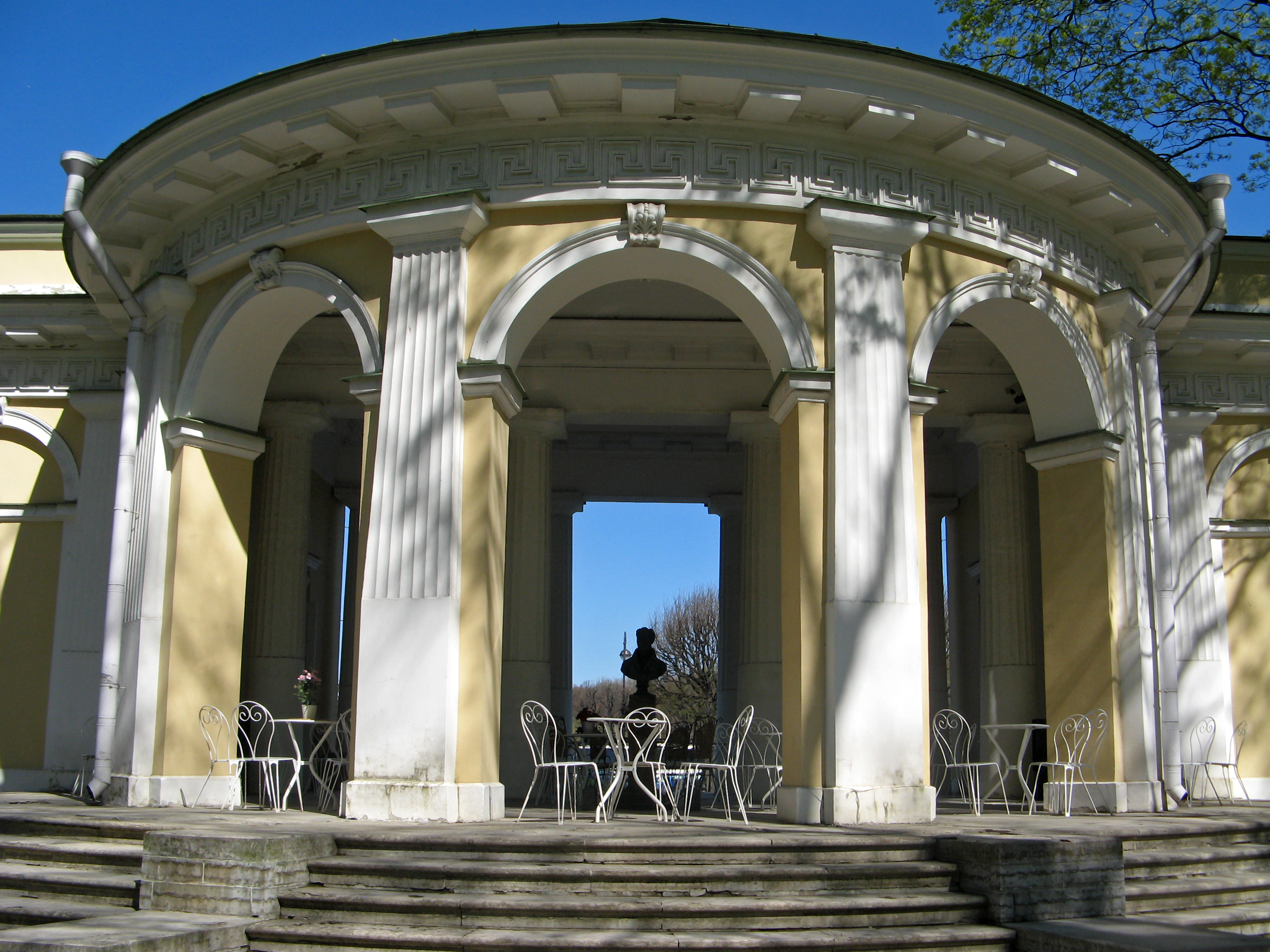
Il padiglione visto dal giardino

Il padiglione si trova all'estremità settentrionale del Giardino Michajlovskij, sulla riva meridionale del fiume Mojka. Progettato in stile neoclassico, presenta un ampio porticato dorato che collega due sale quadrate, recinzioni in ghisa e un molo sul fiume a cui si può accedere da due rampe di scale in granito. Il padiglione si trova nella parte orientale del giardino, lontano dal perimetro del Palazzo Michailovskij a sud, ma allineato con il confine del Campo di Marte a nord. Le spiegazioni sono che Carlo Rossi aveva previsto di costruire un secondo padiglione a ovest, per creare una vista simmetrica da e verso il Palazzo Michajlovskij, ma il secondo padiglione non fu mai costruito; oppure che si tratta di una scelta deliberata per collegare la struttura Michajlovskij con quella del Campo di Marte sull'altra sponda del fiume.
Il padiglione era stato precedentemente occupato dalla Dimora d'Oro dell'imperatrice Caterina, moglie di Pietro il Grande. Il giardino era stato concesso da Pietro a Caterina nel 1712 come residenza; si trattava di una costruzione in legno piuttosto piccola, che prendeva il nome dalla sua cupola dorata, con alcune stanze decorate con pelli dorate. Fu demolita per ordine di Caterina la Grande nel 1768.

## Costruzione e storia
Il padiglione faceva parte della ristrutturazione generale del giardino e delle aree circostanti, iniziata nel 1817 per ordine dell'imperatore Alessandro I. Il punto centrale doveva essere un nuovo complesso di palazzi per il fratello minore, il granduca Michail Pavlovič. Il palazzo fu progettato da Carlo Rossi, mentre i progetti per il giardino furono elaborati da Rossi e Adam Menelaws e approvati dall'imperatore nell'aprile del 1822. I progetti dei giardini seguivano lo stile e le caratteristiche dei giardini all'inglese, che erano diventati famosi nel XVIII secolo. Gli specchi d'acqua esistenti vennero rimodellati in modo da creare dei tracciati più naturali e gruppi di alberi caratteristici completarono le fioriture dei sentieri. Il padiglione e il suo pontile, progettati da Rossi e completati nel 1825, facevano parte di questo insieme ed erano destinati "agli incontri romantici nelle sere d'estate davanti a una tazza di tè o giocando a carte". Carlo Rossi stesso progettò la ringhiera del pontile, che fu realizzata dalla fonderia di ferro Aleksandrovskij. Una vecchia descrizione delle due stanze del padiglione riporta che in una di esse "il soffitto è dipinto con figure e arabeschi color limone. Gli archi sopra la porta, le finestre e gli specchi sono dipinti a stucco... Le pareti sono dipinte di giallo ... I mobili sono di mogano... la tappezzeria di calicò blu con fiori gialli". Nell'altro, le pareti sono verdi, "il soffitto è dipinto con figure e arabeschi verdi, i mobili in mogano sono ricoperti di chintz verde con fiori gialli".
Il padiglione è stato incluso nei lavori di restauro, eseguiti tra il 2002 e il 2004, che hanno riportato i giardini ai progetti originali di Carlo Rossi. In questo periodo è stato installato nel padiglione un busto di Rossi, copia di un'opera di Nikolaj Stepanovič Pimenov. Il 10 luglio 2001 il padiglione è stato dichiarato "oggetto del patrimonio storico e culturale di importanza federale".